# Salmaise
Salmaise est une commune française située dans le département de la Côte-d'Or, en région Bourgogne-Franche-Comté.

## Géographie

### Climat
Pour des articles plus généraux, voir Climat de la Bourgogne-Franche-Comté et Climat de la Côte-d'Or.
En 2010, le climat de la commune est de type climat des marges montargnardes, selon une étude du Centre national de la recherche scientifique s'appuyant sur une série de données couvrant la période 1971-2000. En 2020, Météo-France publie une typologie des climats de la France métropolitaine dans laquelle la commune est exposée à un climat océanique altéré et est dans la région climatique  Lorraine, plateau de Langres, Morvan, caractérisée par un hiver rude (1,5 °C), des vents modérés et des brouillards fréquents en automne et hiver. 
Pour la période 1971-2000, la température annuelle moyenne est de 10 °C, avec une amplitude thermique annuelle de 17 °C. Le cumul annuel moyen de précipitations est de 1 005 mm, avec 13,9 jours de précipitations en janvier et 8,8 jours en juillet. Pour la période 1991-2020, la température moyenne annuelle observée sur la station météorologique de Météo-France la plus proche, « Saint-Martin-du-M », sur la commune de Saint-Martin-du-Mont à 10 km à vol d'oiseau, est de 9,9 °C et le cumul annuel moyen de précipitations est de 938,1 mm,. Pour l'avenir, les paramètres climatiques de la commune estimés pour 2050 selon différents scénarios d'émission de gaz à effet de serre sont consultables sur un site dédié publié par Météo-France en novembre 2022.

## Urbanisme

### Typologie
Au 1er janvier 2024, Salmaise est catégorisée commune rurale à habitat dispersé, selon la nouvelle grille communale de densité à 7 niveaux définie par l'Insee en 2022.
Elle est située hors unité urbaine. Par ailleurs la commune fait partie de l'aire d'attraction de Dijon, dont elle est une commune de la couronne,. Cette aire, qui regroupe 333 communes, est catégorisée dans les aires de 200 000 à moins de 700 000 habitants,.

### Occupation des sols
L'occupation des sols de la commune, telle qu'elle ressort de la base de données européenne d’occupation biophysique des sols Corine Land Cover (CLC), est marquée par l'importance des territoires agricoles (51,5 % en 2018), une proportion identique à celle de 1990 (51,5 %). La répartition détaillée en 2018 est la suivante : forêts (46,6 %), prairies (30 %), terres arables (21,5 %), zones urbanisées (2 %). L'évolution de l’occupation des sols de la commune et de ses infrastructures peut être observée sur les différentes représentations cartographiques du territoire : la carte de Cassini (XVIIIe siècle), la carte d'état-major (1820-1866) et les cartes ou photos aériennes de l'IGN pour la période actuelle (1950 à aujourd'hui).

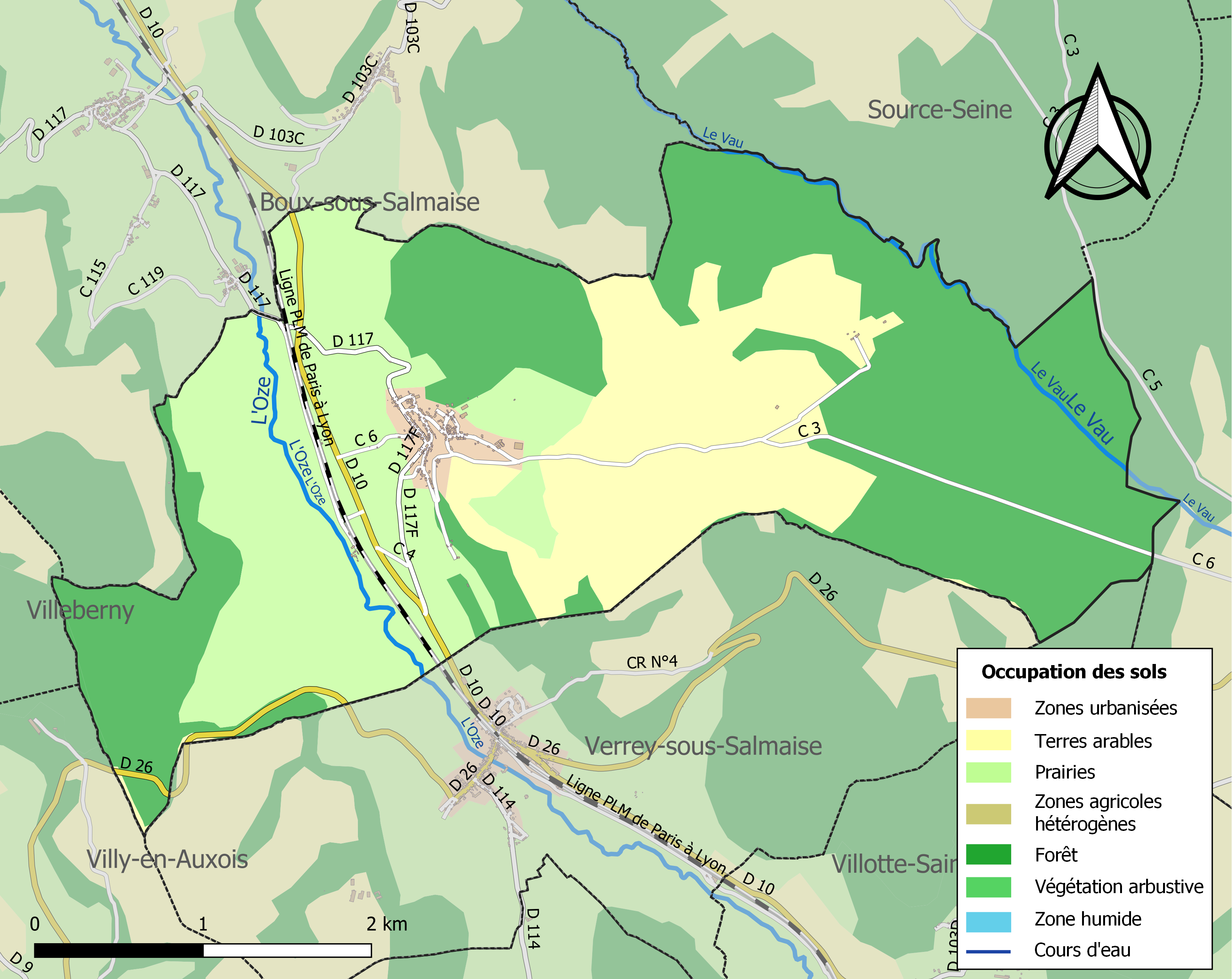
Carte des infrastructures et de l'occupation des sols de la commune en 2018 (CLC).

## Histoire
Vers l'an 70 naît l'agglomération gallo-romaine de Blessey-Salmaise. Elle comprend 45 habitats dont un groupement d'une douzaine de maisons, quatre fermes dans la campagne et un relais, dit mansio, sur le chemin reliant le haut Auxois avec les sources de la Seine. C'est l'un des rares vestiges de ce type d'habitat à présenter une gamme aussi complète d'occupations, tirant ses revenus à la fois de l'agriculture, de l'artisanat (forges) et du commerce de passage (par le chemin très fréquenté).
Le 12 août 1721, le village accueille l'ambassadeur ottoman Mehmet Effendi accompagné de sa garde, en provenance de Paris et regagnant Istanbul.

## Politique et administration
| Période                                  | Période  | Identité          | Étiquette | Qualité                                   |
| ---------------------------------------- | -------- | ----------------- | --------- | ----------------------------------------- |
| Les données manquantes sont à compléter. |          |                   |           |                                           |
| vers 1887                                | ?        | Étienne Depralon  |           |                                           |
| vers 1970                                | ?        | Bernard Delarue   |           | Agriculteur                               |
| avant 1981                               | ?        | Dominique Delarue |           | Magistrat à la Cour Régionale des Comptes |
| vers 1986                                | 1996     | Laurent Delarue   | DVD       | Conseiller ANPE                           |
| mars 1996                                | 2001     | Michel Penaque    |           | Employé France Télécom                    |
| mars 2001                                | 2014     | Didier Aubert     |           | Secrétaire général de la CFDT cheminots   |
| mars 2014                                | mai 2020 | Joël Péchinot     |           |                                           |
| mai 2020                                 | En cours | Florence Delarue  |           |                                           |

## Démographie
L'évolution du nombre d'habitants est connue à travers les recensements de la population effectués dans la commune depuis 1793. Pour les communes de moins de 10 000 habitants, une enquête de recensement portant sur toute la population est réalisée tous les cinq ans, les populations de référence des années intermédiaires étant quant à elles estimées par interpolation ou extrapolation. Pour la commune, le premier recensement exhaustif entrant dans le cadre du nouveau dispositif a été réalisé en 2007.

En 2022, la commune comptait 128 habitants, en évolution de −5,88 % par rapport à 2016 (Côte-d'Or : +0,82 %, France hors Mayotte : +2,11 %).
| 1793 | 1800 | 1806 | 1821 | 1836 | 1841 | 1846 | 1851 | 1856 |
| ---- | ---- | ---- | ---- | ---- | ---- | ---- | ---- | ---- |
| 463  | 427  | 488  | 449  | 438  | 413  | 412  | 554  | 375  |

| 1861 | 1866 | 1872 | 1876 | 1881 | 1886 | 1891 | 1896 | 1901 |
| ---- | ---- | ---- | ---- | ---- | ---- | ---- | ---- | ---- |
| 357  | 390  | 371  | 364  | 328  | 314  | 326  | 356  | 321  |

| 1906 | 1911 | 1921 | 1926 | 1931 | 1936 | 1946 | 1954 | 1962 |
| ---- | ---- | ---- | ---- | ---- | ---- | ---- | ---- | ---- |
| 279  | 252  | 233  | 233  | 227  | 252  | 231  | 226  | 199  |

| 1968 | 1975 | 1982 | 1990 | 1999 | 2006 | 2007 | 2012 | 2017 |
| ---- | ---- | ---- | ---- | ---- | ---- | ---- | ---- | ---- |
| 169  | 156  | 161  | 157  | 136  | 144  | 145  | 136  | 137  |

| 2022 | - | - | - | - | - | - | - | - |
| ---- | - | - | - | - | - | - | - | - |
| 128  | - | - | - | - | - | - | - | - |

## Culture locale et patrimoine

### Lieux et monuments

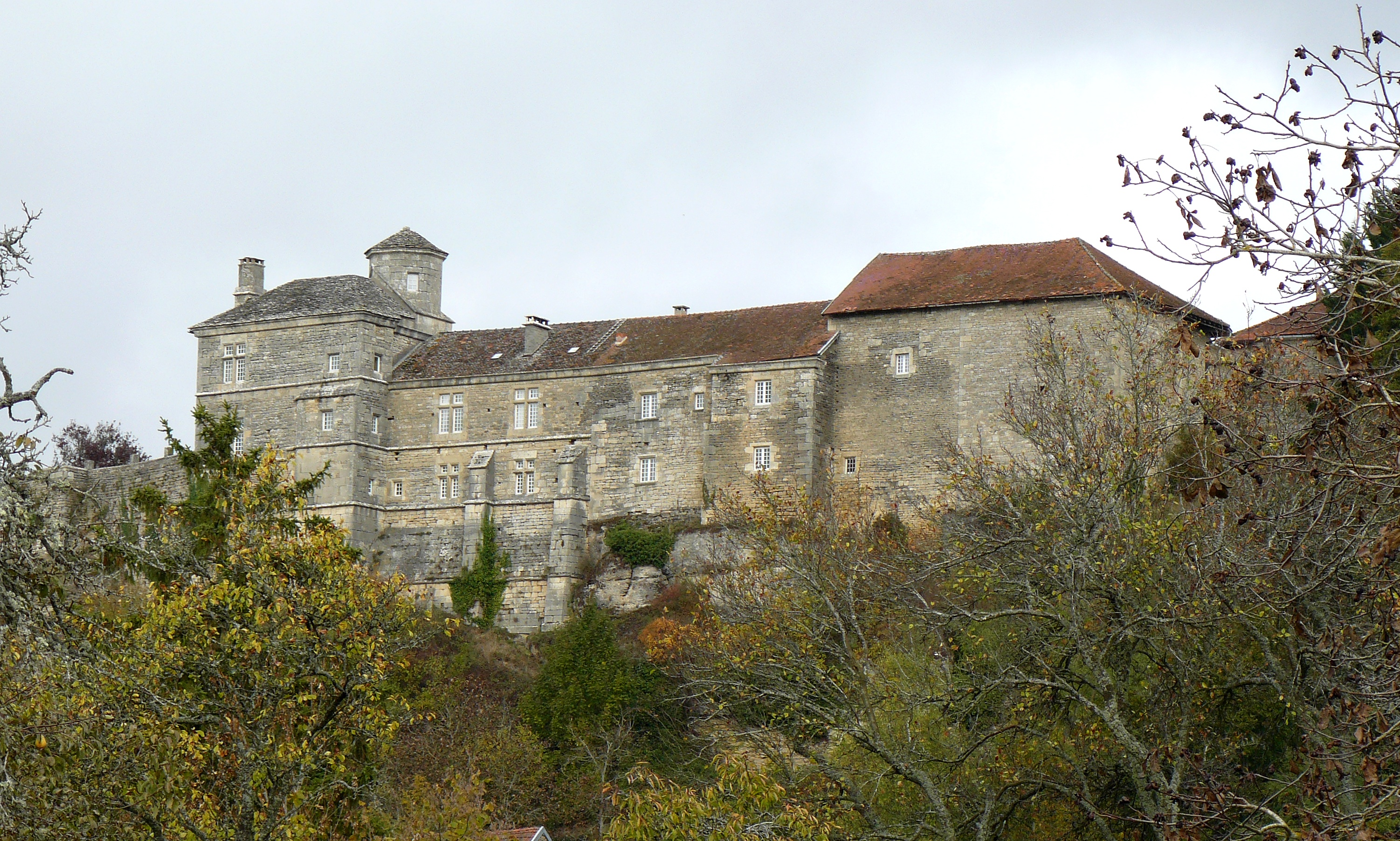
Le château.
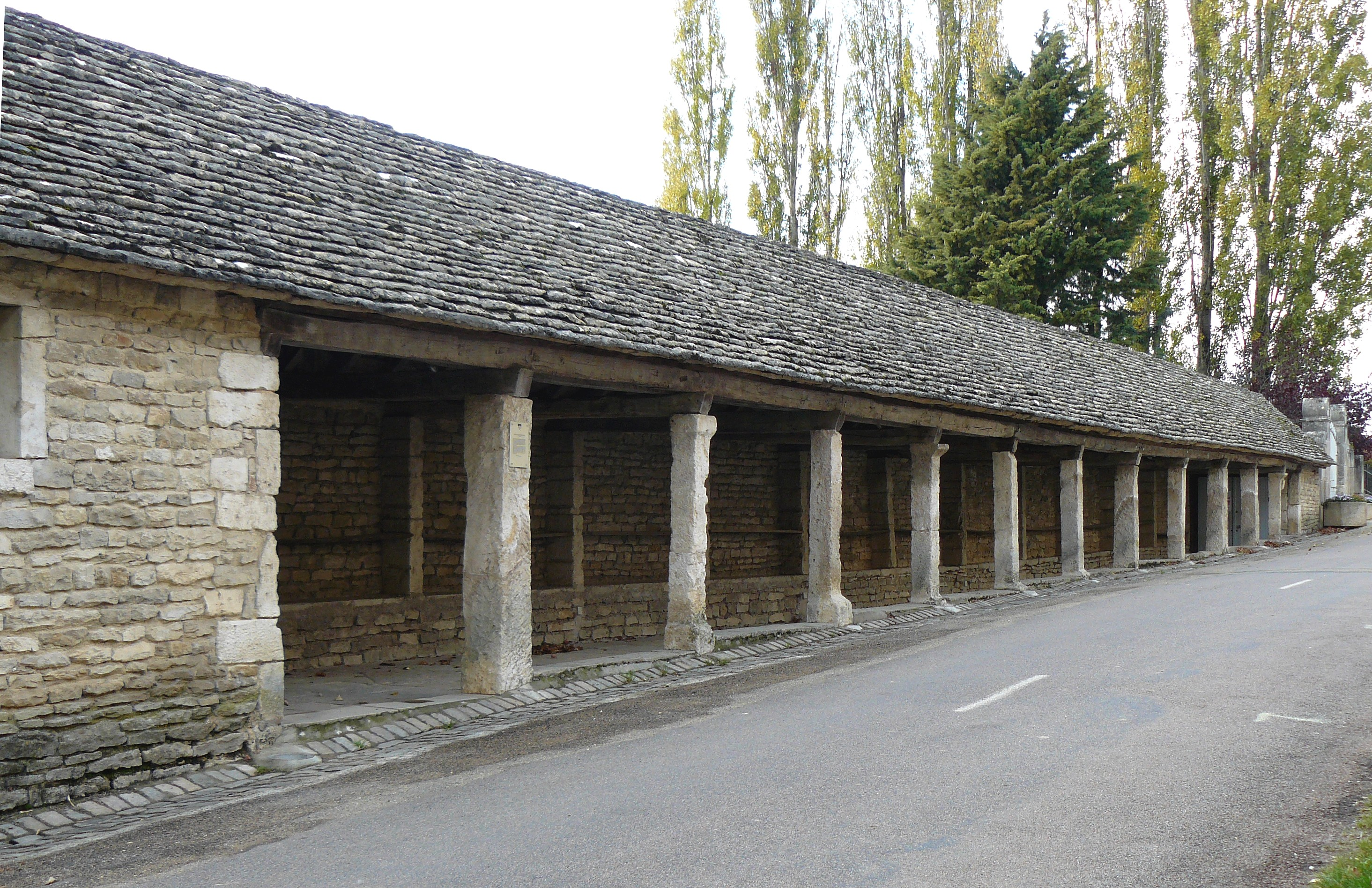
La halle communale.
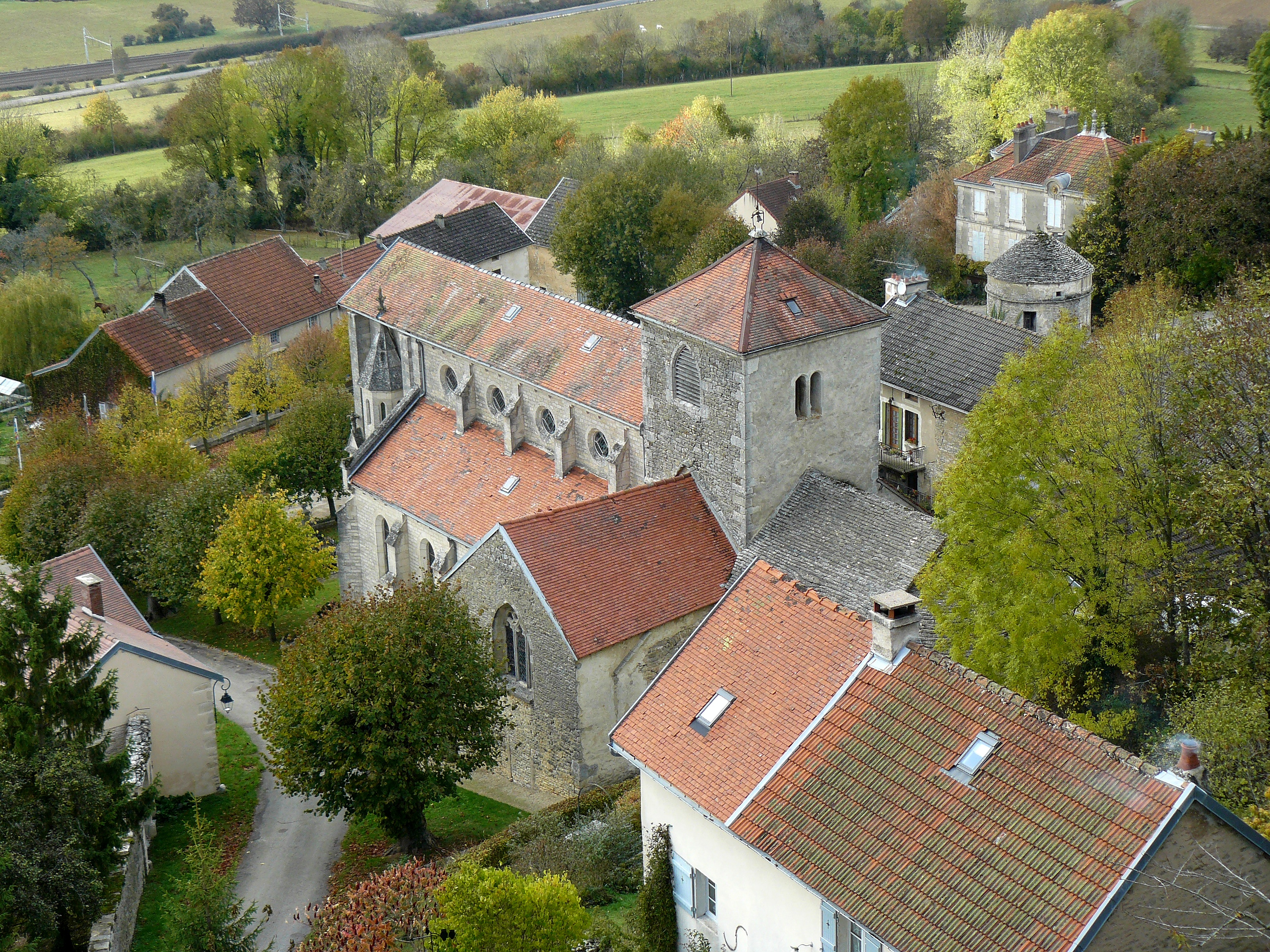
L'église Notre-Dame.

La commune abrite trois monuments historiques :
- Le château, dont sa chapelle romane, inscrit par arrêté du 26 novembre 1928[19].
- La halle communale du XIIIe siècle, classée par arrêté du 4 août 1930[20].
- L'église Notre-Dame des XIe, XIVe et XXe siècles : le chœur, le transept et le clocher médiévaux ont été classés par arrêté du 24 juin 1983 et la nef contemporaine, dessinée par Charles Javelle, a été inscrite par arrêté du 24 juin 1983[21].
- Prieuré de Salmaise

Le village a été membre de l'association « Les Plus Beaux Villages de France », mais n'est plus adhérent à ce jour.

### Personnalités liées à la commune
- Le comte Roger de Molen a résidé à Salmaise entre la fin du XIXe siècle et le début du XXe siècle.

### Héraldique
| Blason de Salmaise | Blason  | D'or à trois étoiles versées d'azur, au chef d'azur chargé d'un croissant d'or. |
| Blason de Salmaise | Détails | Le statut officiel du blason reste à déterminer.                                |